# Mann Yadanarpon Airlines
Mann Yadanarpon Airlines (en birmano: မန်းရတနာပုံ လေကြောင်း) es una aerolínea birmana con sede en Mandalay. La aerolínea comenzó a operar en mayo de 2014. La aerolínea también ofrece servicios chárter y está planeando comenzar a ofrecer servicios internacionales.

## Destinos
En 2024 la aerolínea vuela a los siguientes destinos regulares:
| País     | Destinos  | Aeropuertos                            |
| -------- | --------- | -------------------------------------- |
| Birmania | Dawei     | Aeropuerto de Dawei                    |
| Birmania | Heho      | Aeropuerto de Heho                     |
| Birmania | Lashio    | Aeropuerto de Lashio                   |
| Birmania | Mandalay  | Aeropuerto Internacional de Mandalay   |
| Birmania | Myitkyina | Aeropuerto de Myitkyina                |
| Birmania | Rangún    | Aeropuerto Internacional de Rangún HUB |
| Birmania | Sittwe    | Aeropuerto de Sittwe                   |
| Birmania | Tachileik | Aeropuerto de Tachileik                |
| Birmania | Thandwe   | Aeropuerto de Thandwe                  |

### Acuerdos de código compartido
- Myanmar National Airlines

## Flota
Mann Yadanarpon Airlines opera las siguientes aeronaves:
| Aeronaves | En servicio | Pedidos | Pasajeros (clase única)                            | Matrículas                                         | Antigüedad                                         |
| --------- | ----------- | ------- | -------------------------------------------------- | -------------------------------------------------- | -------------------------------------------------- |
| ATR 72    | 3           | —       | 68                                                 | XY-AJE                                             | 11,6 años                                          |
| ATR 72    | 3           | —       | 68                                                 | XY-AJO                                             | 10,7 años                                          |
| ATR 72    | 3           | —       | 68                                                 | XY-AJP                                             | 10,5 años                                          |
| Total     | 3           | —       | Edad media de la flota (agosto de 2024): 10,9 años | Edad media de la flota (agosto de 2024): 10,9 años | Edad media de la flota (agosto de 2024): 10,9 años |